# Isla de Valentia
La isla de Valentia (en inglés, Valentia Island, en irlandés, Dairbhre) es una isla situada al oeste de Irlanda, en el extremo de la península de Iveragh (condado de Kerry), lo que lo convierte en uno de los lugares habitados más occidentales de Europa. Se comunica con Irlanda a través de un puente situado en Portmagee, así como a través de un ferry que va de Reenard Point a Knightstown, la principal población de la isla. La población permanente de la isla de Valentia es de unas 650 personas, y su extensión es de aproximadamente 11 km de largo por 3 km de ancho.

## Historia

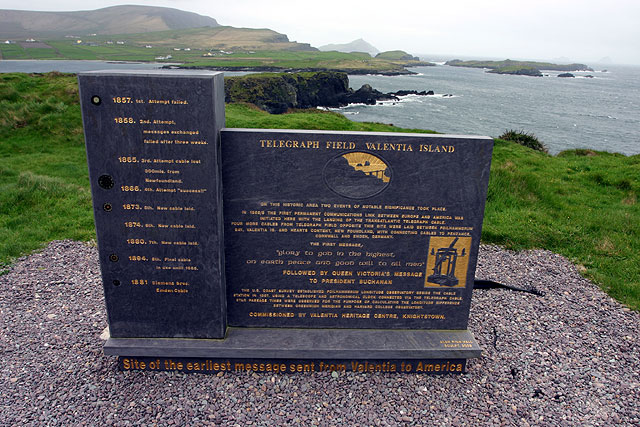
Monumento a la primera transmisión telegráfica entre Europa y América, 1866.

La isla de Valentia fue el lugar elegido para conectar uno de los extremos del primer cable telegráfico transatlántico. Después de varios intentos fallidos en 1857, 1858 y 1865, finalmente se consiguió establecer la comunicación entre Foilhommerum Bay y la isla de Terranova (Canadá) en 1866. Los cables telegráficos estuvieron funcionando desde la isla de Valentia durante cien años, hasta que la Western Union International dejó de utilizarlos en 1966.
En 1993, un estudiante de geología descubrió huellas fósiles de tetrápodos preservadas en rocas del periodo Devónico en la costa norte de la isla. Estas huellas se encuentran entre las más antiguas señales de la existencia de vertebrados sobre la tierra, y han sido exhaustivamente estudiadas por el paleontólogo Dr. Stössel.

## Lugares de interés

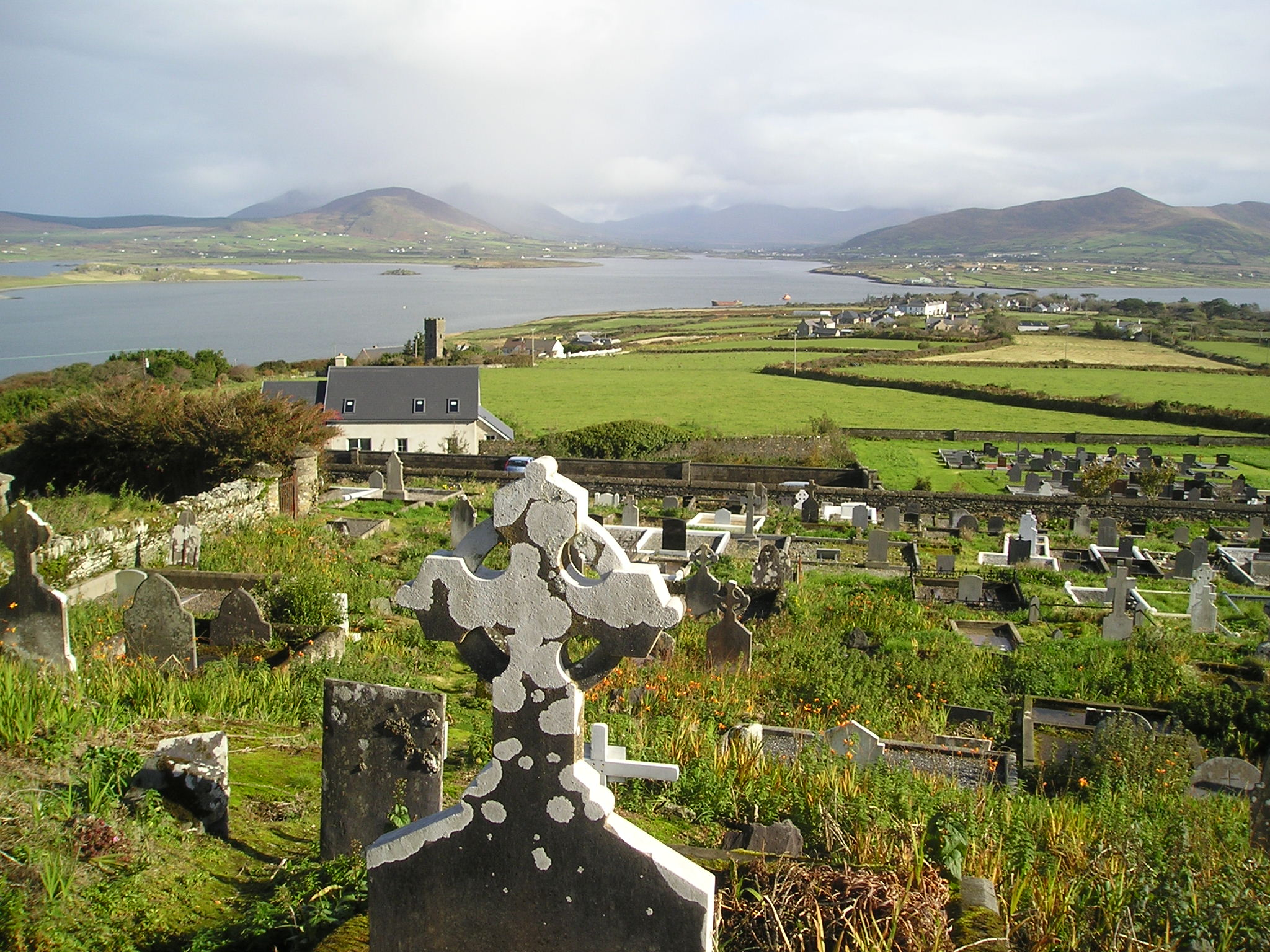
La bahía de Dingle desde la costa norte de la isla de Valentia

La isla de Valentia es un punto de interés turístico, situado cerca del transitado Anillo de Kerry. Entre sus atractivos turísticos se encuentran:
- Geokaun Mountain y los acantilados de Fogher, de más de 180 metros de altura en su fachada norte.
- Glanleam House, en la costa noreste de la isla, contiene unos famosos jardines subtropicales: protegidos de los vientos del Atlántico, estos jardines constituyen el microclima más templado de Irlanda. Fueron iniciados en el siglo XIX por Sir Peter George Fitzgerald, 19.º Señor de Kerry, quien plantó en ellos una colección única de plantas exóticas del hemisferio sur, que normalmente necesitan ser protegidas bajo cristal para crecer en Irlanda. Los jardines están dispuestos en forma de paseos, en los cuales se pueden admirar plantas traídas de Sudáfrica, Australia, Nueva Zelanda, Chile o Japón.
- La isla también contiene un Centro del Patrimonio de la Isla de Valentia, en el cual se ofrece información sobre la geología, la historia humana, natural e industrial de la isla, así como exposiciones sobre la estación de telégrafo.